# Línea 014 (Titsa)
La línea 014 de TITSA une el Intercambiador de Transportes de Santa Cruz de Tenerife en Santa Cruz de Tenerife con el Intercambiador de Padre Anchieta en San Cristóbal de La Laguna, pasando por La Cuesta.

## Frecuencias
| de lunes a viernes laborable |           |
| de 6:35 a 22:30              | 5-10 min  |
| Sábados                      |           |
| de 6:35 a 22:35              | 10-15 min |
| Domingos y festivos          |           |
| de 6:45 a 22:35              | 10-15 min |

| de lunes a viernes laborable |           |
| de 6:00 a 21:45              | 5-10 min  |
| Sábados                      |           |
| de 6:00 a 22:00              | 10-15 min |
| Domingos y festivos          |           |
| de 6:10 a 22:00              | 10-15 min |

## Recorrido
La línea parte del Intercambiador de Transportes de Santa Cruz de Tenerife continuando por las calles José Hernández Alfonso, Miraflores, avenida Ramón y Cajal, calles Serrano, Álvarez de Lugo, Goya, avenidas de Bélgica e Islas Canarias en la Cruz del Señor. Prosigue por la avenida Ángel Romero y la carretera general Santa Cruz-La Laguna pasando por La Cuesta. Avanza por esta carretera hasta la avenida de Los Menceyes, siguiendo por la calle Ángel Guimerá Jorge y finalizando en el Intercambiador de La Laguna.
| código | parada                                                      | común con: |
| ------ | ----------------------------------------------------------- | --- |
| 9181   | Intercambiador de Transportes de Santa Cruz de Tenerife     | |
| 9419   | C/ Miraflores                                               | 26 228 901 902 915 |
| 9420   | C/ Miraflores                                               | 26 228 901 902 915 |
| 9423   | C/ Ramón y Cajal (nº22)                                     | 26 228 901 |
| 9424   | C/ Goya (junto Barranco de Santos)                          | 26 228 901 911 |
| 9425   | Avenida de Bélgica (nº36)                                   | 26 228 901 911 |
| 9427   | Avda. Islas Canarias (nº168) (Cruz del Señor)               | 26 |
| 9278   | Avda. Ángel Romero (nº18) (Cervecera)                       | 228 |
| 9279   | Vuelta Los Pájaros (nº28)                                   | 228 911 |
| 9280   | El Ramonal (nº38)                                           | 228 911 |
| 9281   | Centro de Iniciativas y Turismo (frente a colegio Cisneros) | 228 911 |
| 1381   | Curva Grande (entrada Ofra)                                 | 228 |
| 2442   | Clínica San Juan de Dios                                    | |
| 1382   | Mirador de Vistabella (Vistabella                           | 228 |
| 1383   | La Cuesta (plaza del Tranvía)                               | 228 |
| 1384   | La Cuesta (pasando cruce de Valle Tabares)                  | |
| 1385   | La Higuerita                                                | |
| 1386   | El Charcón                                                  | |
| 1387   | Cruce Finca España                                          | |
| 1388   | Chorro de Gracia (antes de Curva de Gracia                  | |
| 1389   | Gracia (entrada Vía de Ronda)                               | |
| 1390   | Avda. Los Menceyes (frente Camino de La Hornera)            | |
| 1391   | Avda. Los Menceyes- entrada Barrio Nuevo                    | |
| 2625   | Intercambiador La Laguna                                    | 11, 12, 15, 17, 18, 19, 24, 26, 50, 51, 52, 53, 54, 55, 56, 58, 60, 62, 63, 70, 71, 72, 73, 74, 75, 76, 77, 101, 102, 105, 107, 108, N137, 201, 202, 203, 204, 205, 206, 230, 610 |

En sentido descendente, el recorrido circula desde la estación de San Benito hacia la calle Morales, avenida Calvo Sotelo, avenida de Los Menceyes, carretera General Santa Cruz-La Laguna, avenidas Ángel Romero, Islas Canarias, Bélgica, San Sebastián, calle José Hernández Alfonso e Intercambiador de Transportes de Santa Cruz de Tenerife.
| código | parada                                                          | común con: |
| ------ | --------------------------------------------------------------- | --- |
| 2625   | Intercambiador La Laguna                                        | 11, 12, 15, 17, 18, 19, 24, 26, 50, 51, 52, 53, 54, 55, 56, 58, 60, 62, 63, 70, 71, 72, 73, 74, 75, 76, 77, 101, 102, 105, 107, 108, N137, 201, 202, 203, 204, 205, 206, 230, 610 |
| 1401   | Avda. Los Menceyes- entrada Barrio Nuevo                        | 201 610 |
| 1402   | Avda. Los Menceyes (frente Camino de La Hornera)                | 201 610 |
| 1403   | Gracia (Instituto de Astrofísica de Canarias)                   | |
| 1404   | Chorro de Gracia                                                | |
| 1405   | Cruce Finca España                                              | |
| 1406   | El Charcón                                                      | |
| 1407   | La Higuerita                                                    | |
| 1408   | La Cuesta (frente a salida de Valle Tabares)                    | |
| 1409   | La Cuesta (frente plaza del Tranvía)                            | 228 |
| 1410   | Vistabella                                                      | 228 |
| 9177   | Clínica San Juan de Dios                                        | 228 911 |
| 9178   | Curva Grande (entrada Ofra)                                     | 228 911 |
| 9289   | Ctra. General Sta Cruz-Laguna (nº51)                            | 228 908 911 |
| 9290   | El Ramonal                                                      | 228 908 911 |
| 9291   | Vuelta Los Pájaros                                              | 228 908 911 |
| 9292   | Avda. Ángel Romero                                              | 228 908 |
| 9293   | Avda. Islas Canarias (nº109) (Cruz del Señor)                   | 26 228 908 |
| 9294   | Avda. Bélgica (nº15, edificio Brujas)                           | 26 228 901 907 908 911 |
| 9295   | Avda. Bélgica (n.º 5)                                           | 26228 232 234901 907 908 911 915 |
| 9296   | Avda. San Sebastián (nº93) (esquina La Salle)                   | 26 228 232 234 237 901 902 908 915 |
| 9213   | Mercado de Nuestra Señora de África (c/ José Hernández Alfonso) | 26 228 232 234 235 237 906 908 909 918 |
| 9181   | Intercambiador de Transportes de Santa Cruz de Tenerife         | |